# Crassula ausensis
Crassula ausensis (Friedrich, 1952) è una pianta succulenta appartenente alla famiglia delle Crassulaceae, originaria di una piccola area della Namibia meridionale, compresa tra le località di Aus e la catena dei Monti del Gran Karas.
L'epiteto specifico ausensis si riferisce alla località di Aus, nella regione di ǁKaras, nei pressi della quale è infatti diffusa la specie.

## Descrizione

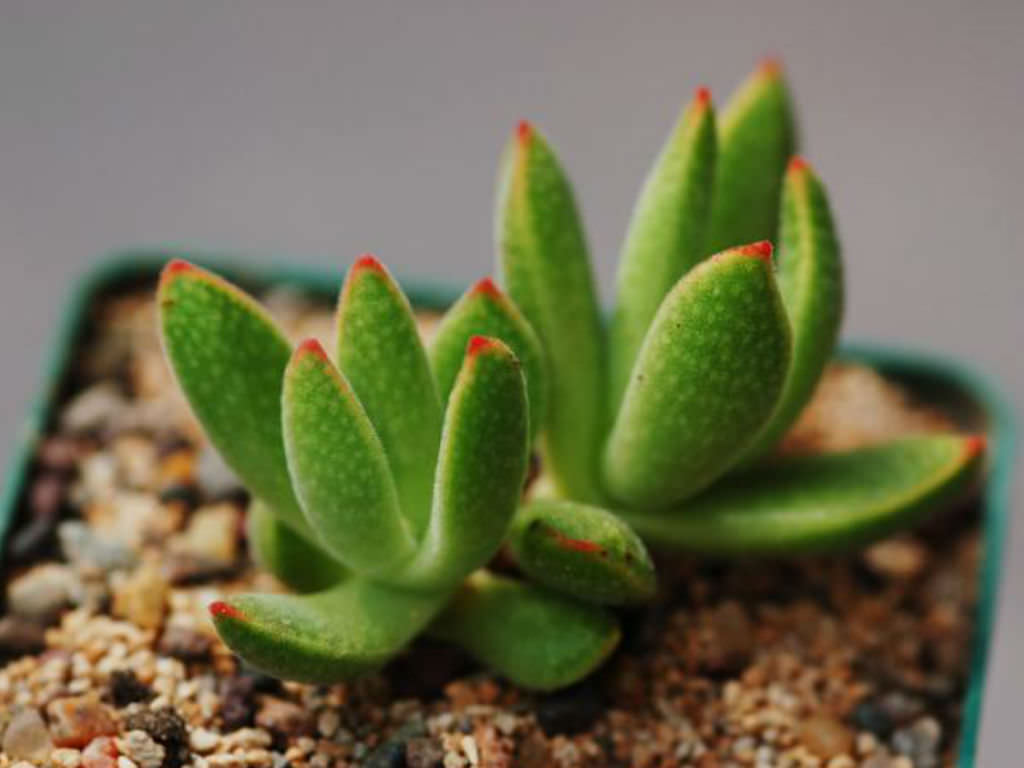
Giovani esemplari di C. ausensis.

C. ausensis è una pianta perenne di piccole dimensioni che si sviluppa a partire dalle rosette basali fino a raggiungere l'aspetto di piccoli cespugli, ancorati al suolo da fini radici fascicolate. Gli steli sono corti, con diametro di circa 3 millimetri e danno alla pianta un aspetto compatto simile a quello di Crassula sericea, ma se ne differenzia per le foglie.
Le foglie difatti hanno una forma più appuntita, da lanceolata ad ellittica, sono lunghe tra i 15 e i 35 mm, per 6–11 mm in larghezza e con la crescita non cadono nel tempo. Sono di colore grigio-verde, frequentemente con le estremità rossastre e ricoperte da piccoli e diffusi peli. Hanno la pagina superiore da piatta a leggermente convessa e quella inferiore convessa, presentano estremità acute e mucronate.
Le infiorescenze, che si sviluppano tra marzo e aprile qualora la pianta si trovi in habitat, sono portate su di un peduncolo lungo circa 8 centimetri e possono essere sia ramificate in numerose dicasia che sviluppare i fiori su di una sola dicasia subumbellata. Questi presentano dei sepali triangolari, lunghi fino a 3 mm, dai margini cigliati e le punte acute. La corolla, larga fino a 6 mm, è di forma tubolare e formata da diversi petali fusi tra loro alla base, di un colore tra bianco e crema, e presentano una fine appendice dorsale. Le antere sono di colore bruno.

## Tassonomia

### Sottospecie
Al momento, oltre alla pianta in sé, sono accettate altre due sottospecie:
- Crassula ausensis subsp. giessii (Friedrich) Toelken[8]
- Crassula ausensis subsp. titanopsis Pavelka[9]

Inoltre, per riferirsi alla specie principale, viene utilizzata anche la denominazione C. ausensis subsp. ausensis.

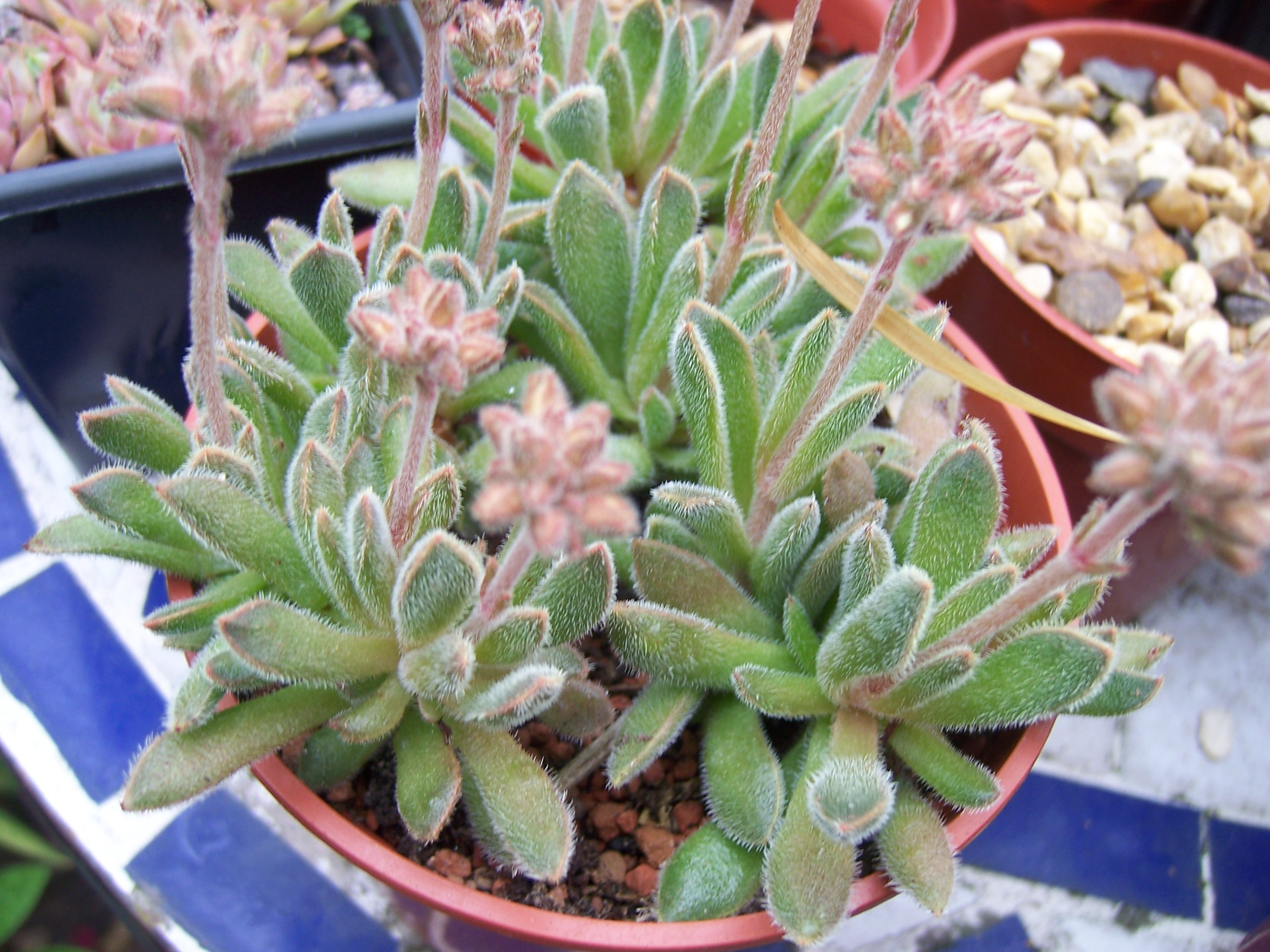
Esemplare di C. ausensis subsp. giessii.

#### Crassula ausensissubsp.giessii
C. ausensis subsp. giessii è una sottospecie di C. ausensis diffusa principalmente nell'area compresa tra i due paesi di Maltahöhe e Helmeringhausen, più a nord dell'areale principale della specie.
Le maggiori differenze che caratterizzano questa sottospecie si ritrovano nelle foglie: infatti presentano una peluria più rada rispetto a C. ausensis ma sono invece ricoperte da lunghe ciglia che si sviluppano lungo i margini delle foglie stesse, non presenti in C. ausensis. Inoltre questa specie sviluppa un'infiorescenza a dicasia singola, che porta solitamente cinque fiori sessili.
Questa sottospecie era anche nota col nome di Crassula giessii (Friedrich, 1974), quando venne classificata come specie a sé stante. L'epiteto specifico venne scelto in onore di Heinrich J. W. Giess, botanico ed imprenditore agricolo tedesco, ed è il basionimo dal quale deriva la denominazione attuale.

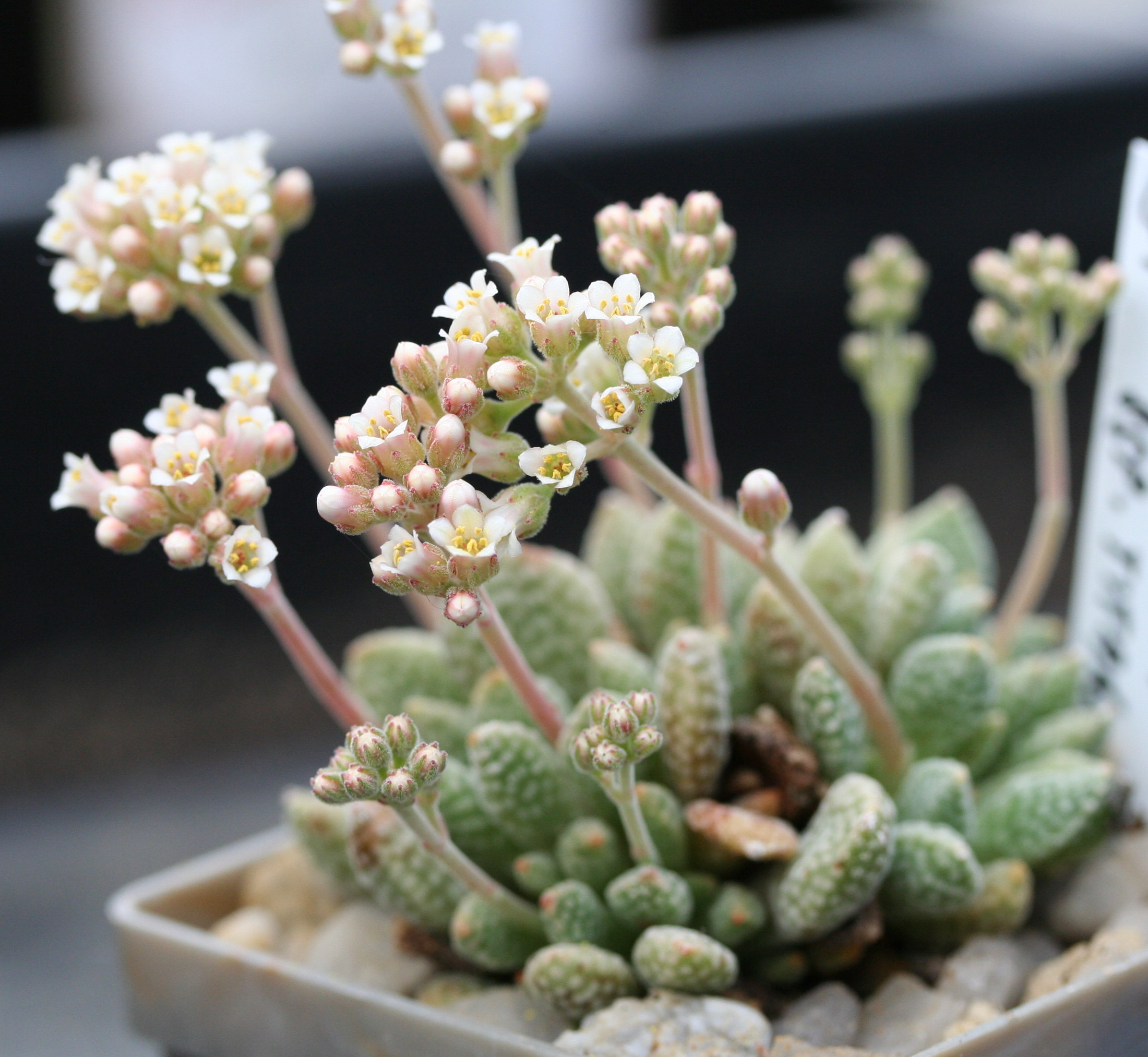
Esemplare di C. ausensis subsp titanopsis in fiore.

#### Crassula ausensissubsp.titanopsis
C. ausensis subsp. titanopsis è una sottospecie di C. ausensis diffusa nei pressi di Grünau, nel distretto di Karasburg, dove è stata scoperta per la prima volta nel 1998.
È una pianta che cresce in colonie più grandi, fino ad un metro di diametro, comunque ancorate al suolo con radici fascicolate. Le foglie sono di forma da ovata a obovata, a volte quasi circolare, con misure: 1–2 cm in lunghezza, 0,7-1,3 cm in larghezza e spesse 3–7 mm. Hanno estremità acute, con le due pagine in genere da piatte a convesse, sono di colore grigio-verde e hanno apici di colore arancio-rossastro con sfumature rugginose. Diversamente da quanto si credeva inizialmente sono ricoperte da finissimi peli traslucidi, non visibili singolarmente a occhio nudo, e non da papille. Questi sono più concentrati nell'area intorno agli stomi (o agli idatodi) mentre, laddove questi non siano presenti, sono più uniformemente distribuiti.
L'infiorescenza a tirso ramifica in 1-3 dicasia ed è unita alla pianta grazie ad un peduncolo, lungo 4–5 cm e largo 2 mm, ricoperto di peli. Lungo questo peduncolo si trovano tra una e tre coppie di brattee, lunghe circa 2,5 mm, di forma triangolare, dall'apice arrotondato e rossastro, pelose e che presentano alcune ciglia marginali. A queste infiorescenze sono uniti i fiori attraverso un pedicello lungo 3–6 mm. Questi presentano un calice formato da sepali triangolari e a punta acuta, di colore rossastro, ricoperti da peluria e con ciglia marginali. La corolla è invece formata da petali ricurvi di colore bianco ed attraversati da un'appendice dorsale papillosa.

## Coltivazione
In genere le Crassula richiedono un terreno povero di componente organica e ricco di minerali, ben drenante in modo da evitare ristagni idrici che ucciderebbero la pianta. Annaffiare solo a terreno ben secco.
Nello specifico C. ausensis è una pianta originaria di aree incluse nelle USDA Hardiness Zones da 9b a 11b, pertanto non dovrebbe essere esposta a temperature inferiori a 10 °C e comunque mai al di sotto dei -3,9 °C. Preferisce difatti una posizione soleggiata, ed essendo una specie di ridotte dimensioni è consigliata la coltivazione in vaso.
Così come altre specie appartenenti al suo genere, C. ausensis può essere propagata per seme, pollone o talea.